# 거창 요수정
거창 요수정(居昌 樂水亭)은 대한민국 경상남도 거창군에 있는 조선시대의 건축물이다. 2005년 1월 13일 경상남도의 유형문화재 제423호로 지정되었다.

## 개요
요수정은 요수 선생이 풍류를 즐기며 제자를 가르치던 곳으로 1542년 구연재와 남쪽 척수대 사이에 처음 건립하였으나 임란 때 소실되었고 그 뒤 다시 수파를 만나 1805년 후손들이 수승대 건너편 현 위치로 이전하였다. 상량문에 1800년대 후반에 수리한 기록이 있다.
요수정은 수승대 건너편 솔숲에 부속 건물 없이 홀로 세워진 중층의 정자이다.
평면은 정면 3칸, 측면 2칸으로 배면에 1칸의 방을 들이고 나머지는 모두 마루로 구성하였다. 방은 판방으로 구성하여 배면을 제외한 3면에 문을 내었다.
누의 바닥에는 우물마루를 깔았고 배면 좌측의 출입구 일부를 제외한 4면 모두 계자난간을 둘렀다.

## 참고 문헌
- 거창 요수정 - 국가유산청 국가유산포털